# عابر-ناري
عابر-ناري (ابالأكادية، كما Ebir-ناري)، ابار-Nahara עבר-נהרה (بالآرامية) أو "عابر نهرا (بالسريانية) اسم منطقة غربي آسيا ومرزبانية من الإمبراطورية الآشورية الحديثة (911-605 قبل الميلاد)، الإمبراطورية البابلية الجديدة (612-539 قبل الميلاد) والإمبراطورية الأخمينية (539-332 قبل الميلاد). تقابل إبر ناري تقريبًا مع بلاد الشام (سوريا)، وكان يُعرف أيضًا باسم ارام كانت ولاية تابعةللامبراطورية الأخمينية
معنى الاسم «ما وراء النهر» أو «عبر النهر» باللغتين الآكادية والإمبراطورية الآرامية في الإمبراطورية الآشورية الجديدة (أي الضفة الغربية لنهر الفرات من وجهة نظر بلاد ما بين النهرين والفارسية). ويشار إليها أيضًا باسم Transeuphratia (Transeuphratia الفرنسية) من قبل علماء العصر الحديث.